# Патрісія Ку Флорес
Патрісія Ку Флорес (ісп. Patricia Kú Flores; нар. 17 грудня 1993) — колишня перуанська тенісистка.
Найвищу одиночну позицію світового рейтингу — 327 місце досягла 1 квітня 2013, парну — 456 місце — 29 жовтня 2012 року.
Здобула 4 одиночні та 4 парні титули туру ITF.

## Фінали ITF

### Одиночний розряд (4–6)
| Легенда         |
| --------------- |
| Турніри $50,000 |
| Турніри $25,000 |
| Турніри $15,000 |
| Турніри $10,000 |

| Фінали за покриттям |
| ------------------- |
| Тверде (0–1)        |
| Ґрунт (4–5)         |
| Трава (0–0)         |
| Килим (0–0)         |

| Результат | Ранг | Дата              | Турнір                     | Покриття | Суперниця             | Рахунок          |
| --------- | ---- | ----------------- | -------------------------- | -------- | --------------------- | ---------------- |
| Поразка   | 1.   | 8 листопада 2010  | Богота, Колумбія           | Тверде   | Андреа Коч Бенвенуто  | 1–6, 5–7         |
| Поразка   | 2.   | 8 серпня 2011     | Сан-Паулу, Бразилія        | Ґрунт    | Наталія Россі         | 2–6, 3–6         |
| Перемога  | 1.   | 24 жовтня 2011    | Богота, Колумбія           | Ґрунт    | Сесілія Коста Мольгар | 6–7(6), 7–5, 6–3 |
| Поразка   | 3.   | 2 квітня 2012     | Villa María, Аргентина     | Ґрунт    | Ванеса Фурланетто     | 3–6, 4–6         |
| Поразка   | 4.   | 9 квітня 2012     | Villa del Dique, Аргентина | Ґрунт    | Даніела Сегель        | 6–1, 0–6, 5–7    |
| Поразка   | 5.   | 30 квітня 2012    | Трухільйо (Перу), Перу     | Ґрунт    | Анастасія Харченко    | 6–4, 2–6, 3–6    |
| Перемога  | 2.   | 16 липня 2012     | Кочабамба, Болівія         | Ґрунт    | Вікторія Лосано       | 6–0, 6–4         |
| Перемога  | 3.   | 13 серпня 2012    | Трухільйо, Перу            | Ґрунт    | Фернанда Бріто        | 6–3, 6–7(5), 6–3 |
| Перемога  | 4.   | 20 серпня 2012    | Ліма, Перу                 | Ґрунт    | Марія Фернанда Алвеш  | 6–4, 6–4         |
| Поразка   | 6.   | 11 листопада 2013 | Ліма, Перу                 | Ґрунт    | Андреа Коч Бенвенуто  | 5–7, 7–6(4), 2–6 |

### Парний розряд (4–5)
| Легенда         |
| --------------- |
| Турніри $50,000 |
| Турніри $25,000 |
| Турніри $15,000 |
| Турніри $10,000 |

| Фінали за покриттям |
| ------------------- |
| Тверде (0–0)        |
| Ґрунт (4–5)         |
| Трава (0–0)         |
| Килим (0–0)         |

| Результат | Ранг | Дата             | Турнір                           | Покриття | Партнерка             | Суперниці                                   | Рахунок          |
| --------- | ---- | ---------------- | -------------------------------- | -------- | --------------------- | ------------------------------------------- | ---------------- |
| Перемога  | 1.   | 24 жовтня 2011   | Богота, Колумбія                 | Ґрунт    | Катеріне Міранда Чанґ | Сесілія Коста Мольгар Белен Лудуенья        | 6–4, 7–5         |
| Перемога  | 2.   | 7 листопада 2011 | Медельїн, Колумбія               | Ґрунт    | Катеріне Міранда Чанґ | Мартіна Франтова Ліббі Мума                 | 6–4, 7–6(7–4)    |
| Перемога  | 3.   | 19 березня 2012  | Ранкагуа, Чилі                   | Ґрунт    | Даніела Сегель        | Фернанда Бріто Ракел Пілтшер                | 7–6(7–2), 7–5    |
| Перемога  | 4.   | 2 квітня 2012    | Villa María, Аргентина           | Ґрунт    | Даніела Сегель        | Марія Фернанда Альварес Теран Каміла Сільва | 4–6, 6–1, [10–4] |
| Поразка   | 1.   | 16 квітня 2012   | Арекіпа, Перу                    | Ґрунт    | Катеріне Міранда Чанґ | Ерін Кларк Інгрід Варгас Кальво             | 6–7(2–7), 5–7    |
| Поразка   | 2.   | 30 липня 2012    | Санта-Крус-де-ла-Сьєрра, Болівія | Ґрунт    | Вікторія Лосано       | Ерін Кларк Лусіана Сарменті                 | 6–7(4–7), 4–6    |
| Поразка   | 3.   | 13 серпня 2012   | Трухільйо (Перу), Перу           | Ґрунт    | Катеріне Міранда Чанґ | Аранса Салут Ана Софія Санчес               | 6–3, 1–6, [9–11] |
| Поразка   | 4.   | 10 вересня 2012  | Перейра (Колумбія), Колумбія     | Ґрунт    | Габріела Кольїторе    | Сесілія Коста Мольгар Анастасія Харченко    | 1–6, 0–6         |
| Поразка   | 5.   | 21 січня 2013    | Ліма, Перу                       | Ґрунт    | Катеріне Міранда Чанґ | Марія Фернанда Алвеш Ванеса Фурланетто      | 1–6, 4–6         |